# Nostradamus (album)
Nostradamus er det engelske heavy metal-band Judas Priests 16. studiealbum. Det er også det andet album efter forsangeren Rob Halford vendte tilbage til bandet. Albummet er bandets første dobbeltalbum og et konceptalbum om franskmanden Nostradamus fra det 16. århundrede, som var kendt for sine profetier.

## Spor
Alle sange er skrevet og arrangeret af Rob Halford, K. K. Downing og Glenn Tipton.

### Act 1
1. "Dawn of Creation" * – 2:31
2. "Prophecy" – 5:26
3. "Awakening" * – 0:52
4. "Revelations" – 7:05
5. "The Four Horsemen" * – 1:35
6. "War" – 5:04
7. "Sands of Time" * – 2:36
8. "Pestilence and Plague" – 5:08
9. "Death" – 7:33
10. "Peace" * – 2:21
11. "Conquest" – 4:42
12. "Lost Love" – 4:28
13. "Persecution" – 6:34

### Act 2
1. "Solitude" * – 1:22
2. "Exiled" – 6:32
3. "Alone" – 7:50
4. "Shadows in the Flame" * – 1:10
5. "Visions" – 5:28
6. "Hope" * – 2:09
7. "New Beginnings" – 4:56
8. "Calm Before the Storm" * – 2:05
9. "Nostradamus" – 6:46
10. "Future of Mankind" – 8:29

- * Introstykker som fører ind i hovednummeret